# McLaren MCL38
De McLaren MCL38 is een Formule 1-auto die in het seizoen 2024 gebruikt werd door het Formule 1-team van McLaren. De auto is de opvolger van de McLaren MCL60. De MCL38 rijdt met een motor van Mercedes en werd onthuld op 14 februari 2024 in Silverstone.  De MCL38 wordt bestuurd door Lando Norris in zijn zesde seizoen voor het team, en door Oscar Piastri, die zijn tweede seizoen voor het team rijdt.
De McLaren MCL38 heeft de eerste constructeurstitel gewonnen voor McLaren sinds het seizoen van 1998. Het was tijdens het seizoen van 2024 grotendeels de snelste auto van het veld en wist zes overwinningen, eenentwintig podiums en acht polepositions te bemachtigen.

## Resultaten
| Kleur   | Resultaat                       |
| ------- | ------------------------------- |
| Goud    | Winnaar                         |
| Zilver  | Tweede plaats                   |
| Brons   | Derde plaats                    |
| Groen   | Gefinisht (punten behaald)      |
| Blauw   | Gefinisht (geen punten behaald) |
| Blauw   | Niet geklasseerd (NC)           |
| Paars   | Uitgevallen (DNF)               |
| Rood    | Niet gekwalificeerd (DNQ)       |
| Zwart   | Gediskwalificeerd (DSQ)         |
| Wit     | Niet gestart (DNS)              |
| Blanco  | Gewond (INJ)                    |
| Blanco  | Uitgesloten (EX)                |
| Blanco  | Teruggetrokken (WD)             |
| Blanco  | Niet deelgenomen                |
| 1, 2, 3 | Sprint positie (punten behaald) |
| P       | Poleposition                    |
| S       | Snelste ronde                   |

| Jaar | Chassis en banden | Motor                                   | Coureurs      | 1   | 2   | 3   | 4   | 5   | 6    | 7   | 8   | 9   | 10  | 11   | 12  | 13  | 14  | 15  | 16  | 17  | 18  | 19  | 20  | 21  | 22  | 23   | 24  | Punten | WK-plaats |
| ---- | ----------------- | --------------------------------------- | ------------- | --- | --- | --- | --- | --- | ---- | --- | --- | --- | --- | ---- | --- | --- | --- | --- | --- | --- | --- | --- | --- | --- | --- | ---- | --- | ------ | --------- |
| 2024 | MCL38 P           | Mercedes M15 E Performance 1.6 V6 turbo |               | BHR | SAR | AUS | JPN | CHN | MIA  | EMI | MON | CAN | SPA | OOS  | GBR | HON | BEL | NED | ITA | AZE | SIN | VST | MXS | SAP | LSV | QAT  | ABU | 666    | Goud      |
| 2024 | MCL38 P           | Mercedes M15 E Performance 1.6 V6 turbo | Lando Norris  | 6   | 8   | 3   | 5   | 62  | 1    | 2   | 4   | 2   | 2PS | 320† | 3   | 2P  | 5   | 1PS | 3PS | 4S  | 1P  | 34P | 2   | 16P | 6S  | 210S | 1P  | 666    | Goud      |
| 2024 | MCL38 P           | Mercedes M15 E Performance 1.6 V6 turbo | Oscar Piastri | 8   | 4   | 4   | 8   | 78  | 613S | 4   | 2   | 5   | 7   | 2    | 4   | 1   | 2   | 4   | 2   | 1   | 3   | 5   | 8   | 28  | 7   | 13   | 10  | 666    | Goud      |

- † — Coureur is niet gefinisht in de GP, maar heeft wel 90% van de race-afstand afgelegd, waardoor hij als geklasseerd genoteerd staat.